# Naenia exusa
Naenia exusa là một loài bướm đêm trong họ Noctuidae.